# Bohumil Jank
Bohumil Jank (* 6. července 1992 Písek) je český hokejový obránce, od května 2024 působící v klubu HC Oceláři Třinec. Mimo Česko působil na klubové úrovni v Kanadě a na Slovensku.

## Hráčská kariéra
- 2004-05 HC ZVVZ Milevsko (mládež)
- 2005-06 HC České Budějovice (dorost)
- 2006-07 HC České Budějovice (dorost)
- 2007-08 HC České Budějovice (dorost)
- 2008-09 HC České Budějovice (dorost a junioři)
- 2009-10 HC Mountfield (junioři a A-tým), HC Tábor
- 2010-11 HC Mountfield (junioři a A-tým), IHC Písek, Victoriaville Tigres
- 2011-12 HC Lev Poprad, Tatranskí Vlci
- 2012-13 HC Mountfield
- 2013-14 Mountfield HK, HC Rebel Havlíčkův Brod
- 2014-15 Mountfield HK
- 2015-16 Mountfield HK, HC Stadion Litoměřice, HC Oceláři Třinec
- 2016/2017 HC Oceláři Třinec ELH
- 2017/2018 HC Oceláři Třinec ELH
- 2018/2019 Piráti Chomutov ELH
- 2019/2020 HC Škoda Plzeň ELH
- 2020/2021 Mountfield HK ELH
- 2021/2022 Mountfield HK ELH
- 2022/2023 Mountfield HK ELH
- 2023/2024 Mountfield HK ELH
- 2024/2025 HC Oceláři Třinec ELH
- 2025/2026 HC Oceláři Třinec ELH

## Reprezentační kariéra
- 2007-08 Česko "16"
- 2008-09 Česko "17"
- 2009-10 Česko "18"
- 2010-12 Česko "20"
- 2013-15 Česko